# Ceratolauxania tasmaniensis
Ceratolauxania tasmaniensis är en tvåvingeart som beskrevs av Malloch 1927. Ceratolauxania tasmaniensis ingår i släktet Ceratolauxania och familjen lövflugor. Inga underarter finns listade i Catalogue of Life.